# Charlotte Aglaé d’Orléans

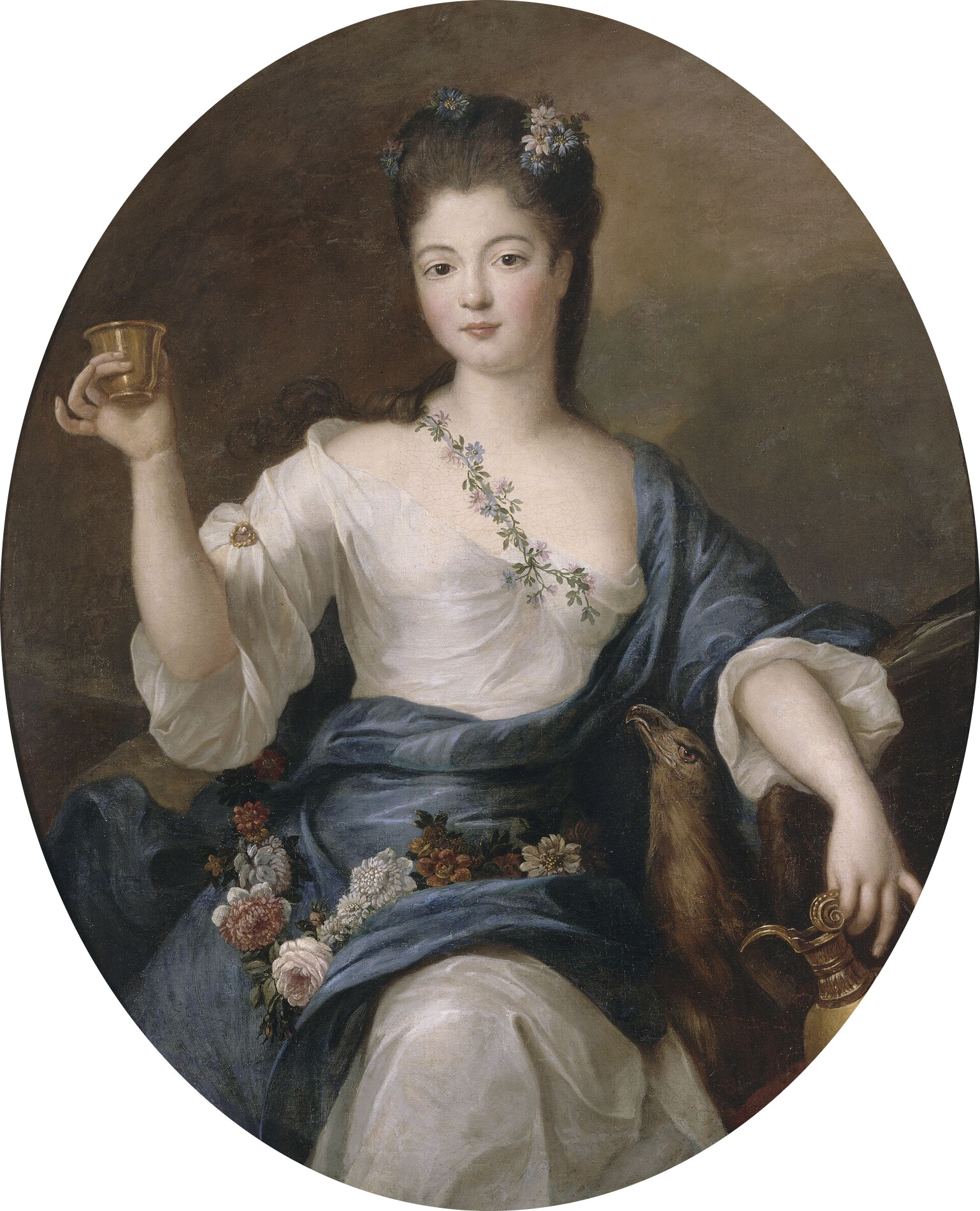
Charlotte Aglaé d’Orléans, Porträt von Pierre Gobert, Versailles

Charlotte Aglaé d’Orléans (* 22. Oktober 1700 in Paris; † 19. Januar 1761 ebenda), auch Mademoiselle de Valois genannt, war ein Mitglied der französischen Königsfamilie aus dem Haus Orléans. Durch ihre Ehe mit Francesco III. d’Este wurde sie 1737 Herzogin von Modena. Sie machte in Frankreich vor allem durch ihre Extravaganzen und Verrücktheiten, so zum Beispiel ihre Affäre mit dem stadtbekannten Schürzenjäger Louis François Armand de Vignerot du Plessis, von sich reden. Über ihr bewegtes Leben berichten alle wichtigen Memoiren ihrer Zeit, von denen Saint-Simons über Barbiers, René Louis d’Argensons und Besenvals bis zu den Aufzeichnungen Jean Buvats und den Richelieu-Memoiren von Jean-Louis Giraud-Soulavie.

## Familie
Charlotte Aglaé war eine von sechs Töchtern des französischen Regenten Philippe II. d’Orléans und seiner Ehefrau Françoise Marie de Bourbon. Durch ihre Mutter, einer legitimierten Tochter Ludwigs XIV. und seiner Maitresse en titre Madame de Montespan, war sie eine Enkelin des Sonnenkönigs. Die Mutter hegte zeit ihres Lebens eine tiefe Abneigung gegen ihre Tochter, und auch ihr Bruder Louis mochte seine Schwester nicht. Die Ablehnung dieser beiden Familienmitglieder machte Charlotte-Aglaés Leben vor allem in späteren Jahren sehr schwer.

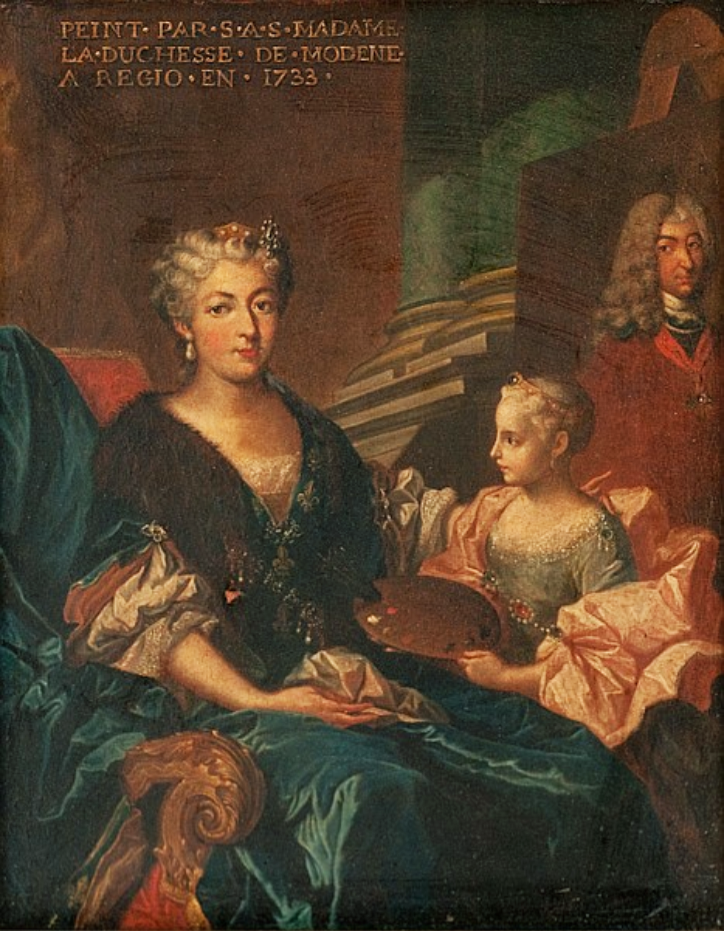
Charlotte Aglaé mit ihrer Tochter Maria Teresa Felicita

Ihre Eltern verheirateten sie 1720 mit dem späteren Herzog von Modena, Francesco III. d’Este. Aus der Ehe gingen zehn Kinder hervor, von denen nur fünf das Erwachsenenalter erreichten:
1. Alfonso d’Este (* 18. November 1723; † 16. Juni 1725)
2. Francesco Costantino d’Este (* 22. November 1724; † 16. Juni 1725)
3. Maria Teresa Felicita d’Este (* 6. Oktober 1726; † 30. April 1754), ⚭ 25. Dezember 1744 Louis Jean Marie de Bourbon, Herzog von Penthièvre
4. Ercole d’Este (1727–1803), 1780 Herzog von Modena, ⚭ 1741 Maria Teresia Cybo (1725–1790), Tochter des Herzogs Alderano Cybo von Massa und Carrara
5. Matilda d’Este (* 7. Februar 1729; † 14. November 1803)
6. ein Sohn (* 14. Juli 1730; † 12. Juli 1731)
7. Beatrice d’Este (* 24. November 1731; † 3. April 1736)
8. Maria Fortunata d’Este (* 15. Juli 1734; † 21. September 1803) ⚭ 27. Februar 1759 Louis François II. de Bourbon, Fürst von Conti
9. Benedetto Filippo d’Este (* 30. September 1736; † 16. September 1751)
10. Maria Ernestina d’Este (* 12. Februar 1741; † 4. August 1774)

## Leben

### Kindheit und Jugend
Charlotte Aglaé wurde als dritte überlebende Tochter Philippes II. de Bourbon, Herzog von Orléans, und seiner Ehefrau Françoise Marie de Bourbon im Palais Royal in Paris geboren. Ihre Großmutter Elisabeth Charlotte beschrieb sie als den faulsten Menschen auf Erden. Sie sei zwar „gar nicht übel geschaffen“ und habe schöne Augen sowie eine schöne Haut, besäße aber auf der anderen Seite eine hässliche Nase und fehlenden Anmut in allem, was sie täte.
Ihre Taufe fand erst am 3. Juli 1710 kurz vor der Hochzeit ihrer ältesten Schwester Marie Louise Élisabeth mit dem Herzog von Berry statt. Kurz nach diesem Ereignis, als Charlotte Aglaé noch nicht einmal zehn Jahre alt war, schickten ihre Eltern sie gemeinsam mit ihrer zwei Jahre älteren Schwester Louise Adélaïde zur weiteren Ausbildung nach Chelles. Ihre Großmutter hatte zuvor angeboten, die beiden Mädchen, die nicht ins Kloster geschickt werden wollten, zu sich in das Schloss Saint-Cloud zu nehmen, doch Charlotte Aglaés Mutter hatte das Angebot ausgeschlagen. Françoise Marie de Bourbon hoffte insgeheim, dass sich ihre beiden Töchter in Chelles dazu entschließend würden, Nonne zu werden, doch dieser Wunsch erfüllte sich nur im Fall von Louise Adélaïde. Charlotte Aglaé blieb dort bis August 1714, ihre Schwester sogar bis Oktober 1715. Gerüchte gingen um, dass Charlotte nur aus dem Kloster geholt worden sei, weil sie verheiratet werden sollte, was sich aber als nicht zutreffend erwies. Allerdings hatte ihre Schwester, die Herzogin von Berry, ein Jahr zuvor versucht, eine Heirat für sie mit dem Fürsten von Conti zu vermitteln, was vom König jedoch abgelehnt worden war.

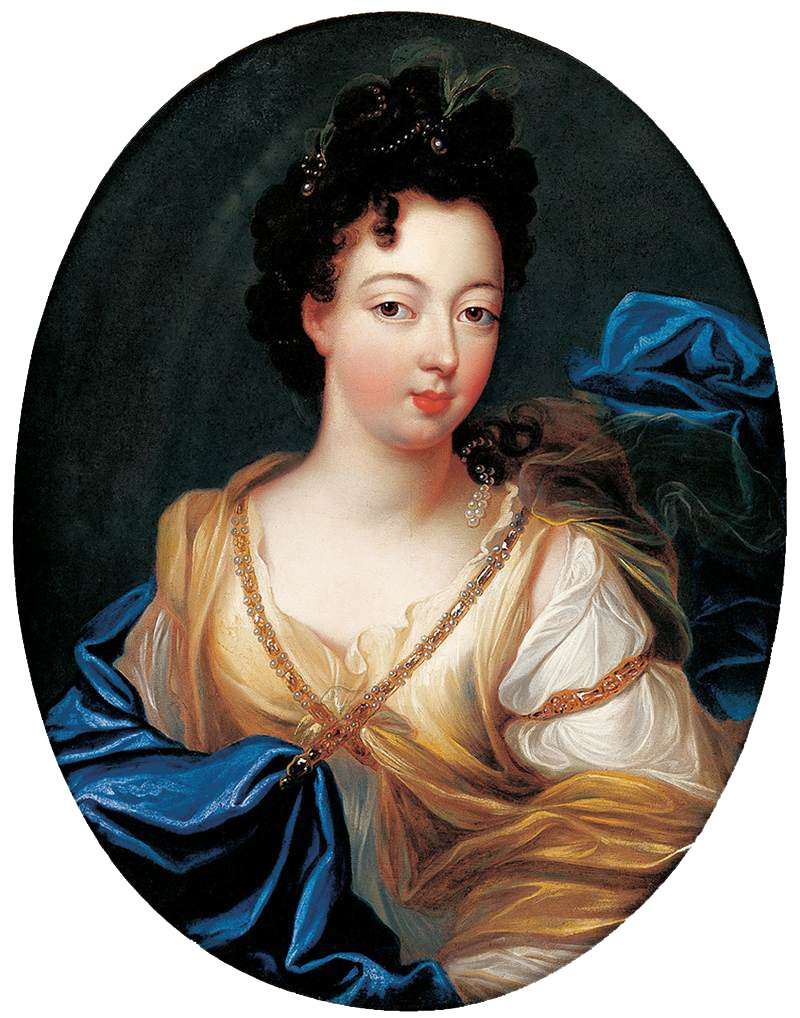
Jugendporträt Charlotte Aglaés von Pierre Gobert

Nachdem die Prinzessin seit Verlassen des Konvents in der Abtei Val-de-Grâce untergebracht gewesen war, wohnte sie seit Anfang 1715 wieder im Pariser Palais Royal und begleitete ihre Eltern zu verschiedenen offiziellen Anlässen. Ihre Großmutter Elisabeth Charlotte zeigte sich enttäuscht ob der körperlichen Entwicklung ihrer Enkelin: „Wie sie noch ein kindt war, meinte ich, sie würde recht schön werden, aber ich bin sehr in meiner hoffnung betrogen …“, schrieb sie in einem ihrer zahlreichen Briefe. Charlotte Aglaés Mutter, die Zeit ihres Lebens kein Interesse an ihren Töchtern zeigte, versuchte, sie für eine Hochzeit mit ihrem Cousin, dem Fürsten von Dombes, zu erwärmen, hatte damit aber keinen Erfolg. Als Konsequenz daraus schickte Françoise Marie de Bourbon ihre widerspenstige Tochter zu ihrer Großmutter nach Saint-Cloud. Sie war der festen Meinung, ihrem Bruder, dem Herzog von Maine, und dessen Sohn wäre das Los erspart geblieben, auf Betreiben ihres Mannes, des Regenten, im August 1718 vom Rang eines Prinzen von Geblüt zu gewöhnlichen Pairs zurückgestuft zu werden, wenn eine ihrer Töchter mit dem Fürsten von Dombes verheiratet gewesen wäre.
Liselotte von der Pfalz zeichnete fortan in ihren Briefen, da sie nun tagtäglich mit ihrer Enkelin zusammen war, ein noch weniger schmeichelhaftes Bild von ihr als zuvor. Sie sei falsch, lüge und würde ihrer Familie sicherlich noch viel Ärger bereiten. Im Gegensatz dazu war Charlotte Aglaé bei vielen ihrer Zeitgenossen sehr beliebt und als liebenswürdige Person geschätzt. Die Prophezeiung ihrer Großmutter sollte sich dennoch erfüllen, denn bei einer der zahlreichen gesellschaftlichen Anlässe lernte sie 1718 den Herzog von Richelieu kennen und begann eine Affäre mit ihm, obwohl zur selben Zeit schon ihre Cousine Louise-Anne de Bourbon-Condé eine Liaison zu ihm unterhielt. Als der Herzog am 29. März 1719 als Mitwisser der Verschwörung von Cellamare in der Bastille eingesperrt wurde, besuchte sie ihn dort heimlich und versuchte, ihren Vater zu seiner Freilassung zu bewegen, doch der blieb hart. Charlotte Aglaés Großmutter wusste lange Zeit nichts von der Affäre. Als sie jedoch erfuhr, wie sehr ihre Enkelin die Familie durch ihr Verhalten kompromittiert hatte, schickte sie sie erbost zu ihrer Mutter nach Paris zurück, die ihre Tochter aber auch nicht bei sich haben mochte. Ihr Vater war sich sehr wohl bewusst, dass er etwas gegen das ungehörige Betragen seiner Tochter unternehmen musste, denn er musste befürchten, dass ihr Verhalten die Heiratsverhandlungen für ihre jüngere Schwester Louise Élisabeth mit dem Kronprinzen von Spanien Ludwig beeinträchtigen könnte. Eine Verheiratung seines enfant terrible ins Ausland war demnach die beste Lösung für seine Familie.

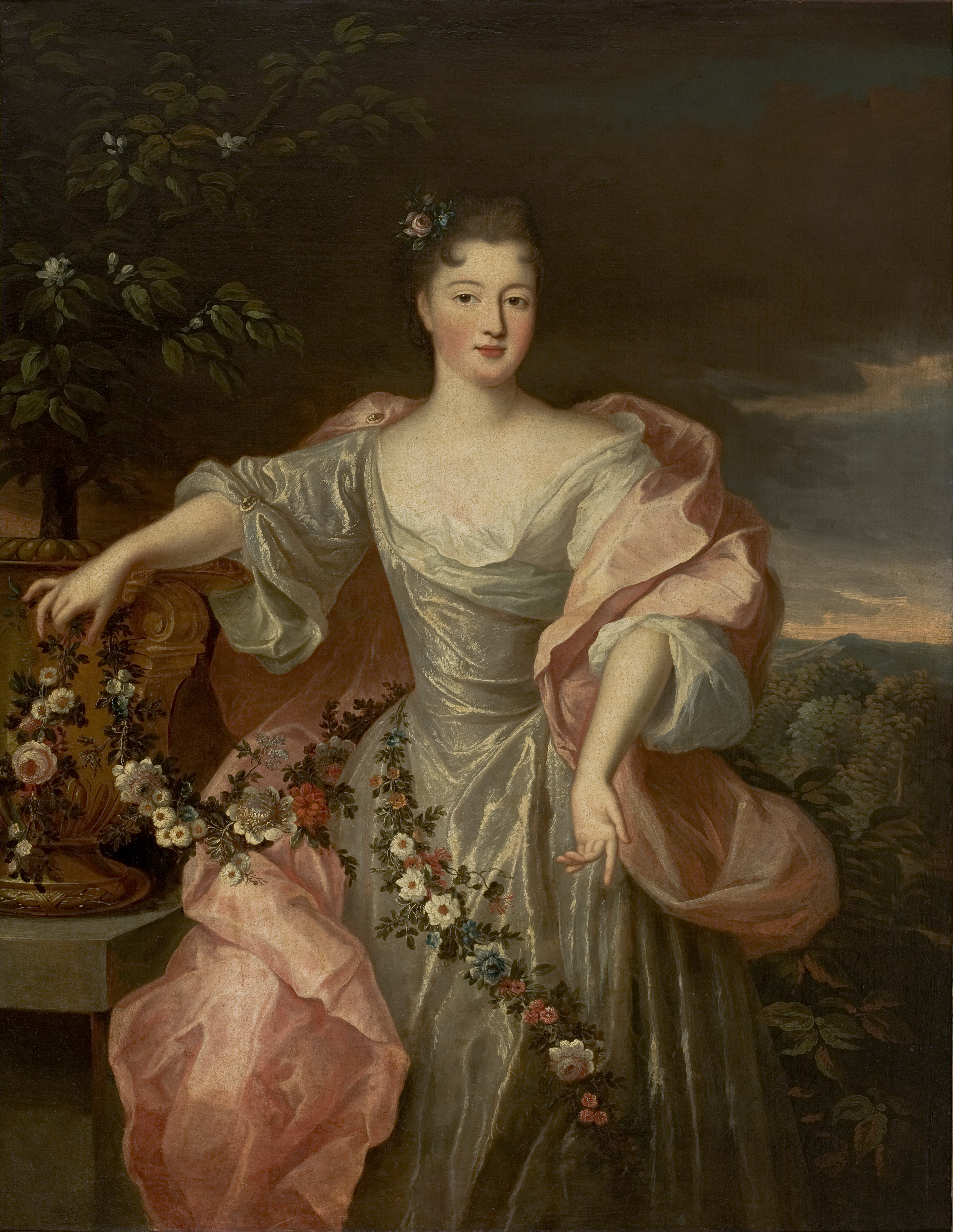
Mademoiselle de Valois als Braut, Gemälde von Pierre Gobert, um 1720

Ein Heiratsprojekt zwischen Charlotte Aglaé und dem Grafen von Charolais, für den sein Bruder Louis IV. Henri de Bourbon bei den Eltern der Prinzessin anfragte, platze ebenso wie Charlottes beabsichtigte Verheiratung mit Karl Emanuel III., dem Prinzen von Piemont und späteren König von Sardinien. Liselotte von der Pfalz warnte ihre geliebte Stieftochter Anne Marie d’Orléans in einem Brief an sie also völlig umsonst vor dieser schlechten Wahl. Gegen Ende des Sommers 1719 machten neue Gerüchte in Paris und Versailles die Runde: Charlotte Aglaé solle mit dem 22-jährigen Francesco, Erbprinz von Modena, verheiratet werden. Die Idee zu dieser Verbindung stammte von dem Markgrafen Rangoni Machiavelli, der als Modeneser Gesandter in Versailles weilte. Der Regent war dem Vorschlag sehr zugetan, denn eine solche Ehe würde Modena und sein Herrscherhaus, das zeitweilig mit dem Heiligen Römischen Reich kooperiert hatte, wieder enger an Frankreich binden und zudem seine lasterhafte Tochter vom französischen Hof entfernen. Der Graf von Salvatico wurde als außerordentlicher Gesandter nach Frankreich geschickt, um offiziell um die Hand Charlotte Aglaés anzuhalten. Die designierte Braut war indes gar nicht davon begeistert, ins Ausland verheiratet zu werden und verweigerte ihr Einverständnis zu dieser Verbindung. Um seine Tochter umzustimmen, bot der Regent im Gegenzug für ihre Einwilligung die Freilassung des Herzogs von Richelieu an. Sie nahm daraufhin den Heiratsantrag des politisch unbedeutsamen Prinzen an, und Richelieu kam am 30. August 1719 aus der Haft frei. Obwohl anschließend aus Paris erst nach Conflans, dann nach Saint-Germain-en-Laye und schließlich nach Richelieu verbannt, verstand es der Herzensbrecher, weiterhin mit der Prinzessin in Verbindung zu bleiben und ihr Hoffnungen zu machen. Sie spielte tatsächlich mit dem Gedanken, sich trotz des gegebenen Versprechens der Heirat zu widersetzen. Erst als seine Briefe an sie immer seltener wurden und schließlich ausblieben, ergab sie sich in ihr Schicksal. Für die Ehe war ein Dispens des Papstes notwendig, denn die Brautleute waren mehrfach miteinander verwandt. In dem am 31. Januar 1720 unterschriebenen Heiratsvertrag wurde für die Prinzessin die enorme Mitgift von 1,3 Millionen Livres festgelegt. Dabei nicht eingerechnet waren die fast 500.000 Livres, welche sie bereits in Form von Schmuck ihr Eigen nennen konnte.

### Prinzessin und Herzogin von Modena

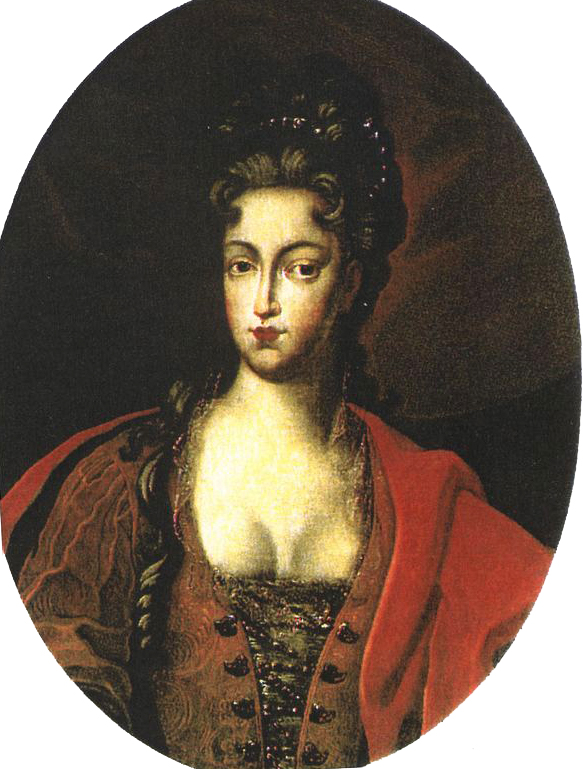
Charlotte Aglaé als Herzogin von Modena

Der ursprünglich auf den 25. Januar 1720 festgelegte Heiratstermin wurde noch einmal verschoben und schließlich auf den 12. Februar terminiert. Die Verlobungszeremonie fand am Abend zuvor um 6 Uhr im Kabinett des Königs im Tuilerienpalast statt und wurde von Kardinal Armand I. Gaston Maximilien de Rohan-Soubise geleitet. Als Stellvertreter des Verlobten fungierte Charlotte Aglaés Bruder Louis, während ihre jüngere Schwester Louise Élisabeth das Amt der Schleppenträgerin ausfüllte. Zur Mittagsstunde des nächsten Tages fand im kleinen Kreis die ebenfalls von Kardinal Rohan geleitete Zeremonie der Hochzeit per procurationem in der Schlosskapelle der Tuilerien statt. Peter Viktor von Besenval schrieb in seinen Memoiren, Charlotte-Aglaé habe bei ihrer Hochzeit mehr den Eindruck eines Opfers gemacht, denn eine strahlende Braut abgegeben. Schon vor der Heirat hatte die Braut keinen Hehl daraus gemacht, dass sie die ihr aufgezwungene Verbindung verabscheute, und sie tat alles in ihrer Macht stehende, um ihre Abreise in Richtung Italien zu ihrem Mann zu verzögern. So scheute sie auch nicht davor zurück, sich bewusst durch einen Besuch bei ihrer an Masern erkrankten Schwester Louise Adélaïde anzustecken, um dadurch länger in Frankreich bleiben zu können. Doch schließlich stand am 10. März 1720 der endgültige Abreisetermin fest. Die frischgebackene Prinzessin von Modena legte aber auf ihrer Reise nach Antibes, wo sie sich nach Genua einschiffen sollte, keinerlei Eile an den Tag. Unter dem Vorwand, sie sei indisponiert, nötigte sie ihre über 150 Personen umfassende Reisegesellschaft dazu, lange Aufenthalte in den Städten ihrer Zwischenstationen zu machen oder manchmal auch nur drei Stunden am Tag zu reisen. Zusätzlich machte sie Umwege, wie es ihr beliebte, und reiste quasi kreuz und quer durch den Süden, um ihre Ankunft im Abreisehafen so lange hinauszuzögern wie nur möglich. Die enormen Mehrkosten, die ihre Reise damit der Krone Frankreichs verursachten, kümmerten sie nicht. Als die Prinzessin am 28. Mai 1720 endlich in Antibes ankam, hatte ihre Reise elf Wochen gedauert, die unter normalen Umständen rund einen Monat in Anspruch genommen hätte.
Nach ihrer Ankunft in Genua am 3. Juni ging es für Charlotte Aglaé weiter nach Reggio, wo sie am 20. Juni erstmals ihren Mann, Schwiegervater Rinaldo d’Este sowie ihren Schwager Gianfrancesco traf. Ihr erster Eindruck war enttäuschend. Ihr Mann Francesco war mürrisch und sehr zurückhaltend, dazu nicht sonderlich gutaussehend. Charlotte Aglaé fand ihn hässlich und klein. Trotzdem genoss sie den pompösen Einzug in die Stadt, dem mehrtägige Festivitäten folgten. Anschließend ging es weiter nach Modena. Der dortige Hof hatte so gar nichts mit dem von ihr gewohnten glamourösen Leben in Paris gemein, trotzdem richtete sich die Prinzessin so gut es ging in ihrem neuen Leben ein. Sie brachte etwas Glanz und Unterhaltung an den von ihr als trostlos empfundenen Modeneser Hof und knüpfte freundschaftliche Bande zu ihren drei Schwägerinnen. Als sie Mitte August an Unwohlsein litt, diagnostizierten ihre Ärzte zuerst eine Schwangerschaft, mussten ihre Diagnose aber schnell auf Pocken ändern. Charlotte Aglaé ging es im Verlauf dieser Krankheit derart schlecht, dass man ihr in Erwartung des Todes schon die letzten Sakramente verabreichte, doch unverhoffter Weise erholte sie sich wieder. Charlottes Schwiegervater wartete derweil ungeduldig auf einen männlichen Erben durch das junge Paar, der aber noch lange auf sich warten lassen sollte, denn die junge Frau verweigerte sich ihrem Mann in der Hoffnung, dass bei Ausbleiben eines Erbens ihre Ehe annulliert würde und sie nach Frankreich zurückkehren könnte. Zum Schein willigte die Prinzessin aber ein, im März 1721 eine Pilgerfahrt nach Loreto zu unternehmen, um dort für die Geburt eines Sohnes zu beten. In Wahrheit spekulierte sie jedoch darauf, von dort weiter nach Frankreich zu reisen. Es gelang ihr sogar, ihren Mann davon zu überzeugen, mit ihr in ihr Heimatland zu gehen, und so reiste das Paar inkognito über Verona nach Venedig. Charlotte-Aglaés Vater aber erhielt Kenntnis von dem Vorhaben seiner Tochter und verbot ihr die Einreise nach Frankreich, und so kehrte sie unverrichteter Dinge nach Modena zurück.
Die folgenden Jahre residierte das Paar in Reggio, wo es ein eher bescheidenes Leben führte. Am 18. November 1723 kam endlich das lang ersehnte erste Kind zur Welt, ein Sohn, der auf den Namen Alfonso getauft wurde. Charlotte-Aglaés Schwiegervater war darüber derart erfreut, dass er seinem Sohn und seiner Schwiegertochter finanzielle Mittel für den Bau eines Palasts in Rivalta zur Verfügung stellte. Die junge Mutter engagierte sich stark an dem 1724 begonnenen Bau etwa fünf Kilometer südwestlich von Reggio, den sie zu ihrem „kleinen Versailles“ machen wollte. Der Tod des Erstgeborenem und seines 1724 geborenen jüngeren Bruders schweißte das Paar enger aneinander, zumal Herzog Rinaldo anschließend mit dem Gedanken spielte, seinen älteren Sohn von der Thronfolge auszuschließend und an seiner statt Francescos jüngerem Bruder zu seinem Nachfolger erklären zu lassen. Im Oktober 1726 kam mit Maria Teresa Felicita die erste Tochter des Paares zur Welt. Trotz des Familienzuwachses wurde die Apanage der beiden nicht erhöht, und ihre ehedem schlechte finanzielle Situation wurde noch schlimmer. Im Herbst 1728 war die Lage Charlotte-Aglaés und ihres Mannes derart miserabel, dass sich der französische Hof durch eine Beschwerde zur offiziellen Intervention gezwungen sah. Die Modeneser Regierung versprach erst daraufhin Besserung.
Charlottes Situation ändern sich jedoch grundlegend Ende 1733 mit Ausbruch des Polnischen Thronfolgekriegs. Das Herzogtum Modena wurde von fremden Truppen besetzt, und Herzog Rinaldo flüchtete nach Bologna. Trotz Neutralitätsbekundungen des Herzogshauses ging gegen Ende des Sommers 1734 das Gerücht um, der Herzog unterstütze gemeinsam mit seinem Ältesten die kaiserliche Seite. Rinaldo bat deshalb seine Schwiegertochter um Fürsprache für sich am französischen Königshof. Dieser Bitte kam Charlotte-Aglaé nur allzu gerne nach, gab es ihr doch einen validen Grund, endlich wieder in ihr Heimatland zurückzukehren. Sie schiffte sich ohne Verzögerung nach Marseille ein. In Frankreich versuchten unterdessen ihre Mutter und ihr Bruder Louis mit allen möglichen Mitteln, eine Rückkehr Charlottes nach Frankreich zu verhindern, mit dem Erfolg, dass ihr in Marseille ein Schreiben König Ludwigs XV. zugestellt wurde, das ihr verbot, weiter als Lyon zu reisen. Dort musste sie mehr als vier Monate auf weitere Instruktionen warten, ehe ihr unter Auflagen die Erlaubnis erteilt wurde, nach Paris zu kommen. Nach mehr als 15 Jahren Abwesenheit kehrte sie am 12. März 1735 in die französische Hauptstadt zurück. Ihr Mann folgte ihr, und Charlotte-Aglaé brachte dort im September des Jahres 1736 ihren Sohn Benedetto zur Welt. Der Tod ihres Schwiegervaters am 26. Oktober 1737 machte ihren Mann als Francesco III. zum neuen Herzog von Modena und sie zur Herzogin. Francesco ging daraufhin in seine Heimat zurück, während Charlotte-Aglaé noch in Frankreich blieb. Ihre Rückkehr nach Modena erfolgte erst im Juni 1739, wo sie den dortigen Hof zu einem der fröhlichsten und extravagantesten Europas umformte.

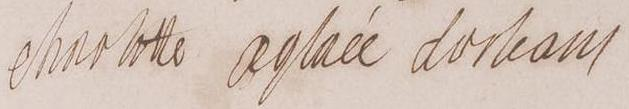
Unterschrift Charlotte Aglaés auf dem Heiratsvertrag für Louis Joseph de Bourbon und Charlotte de Rohan

Das unbeschwerte Leben fand jedoch ein jähes Ende, als der Österreichische Erbfolgekrieg ausbrach. Weil sich Francesco III. für keine der beiden rivalisierenden Seiten entscheiden mochte, marschierten Truppen des Königs von Sardinien, Karl Emanuel, im Juni 1742 in das Herzogtum ein. Das Herzogspaar zog sich nach Venedig zurück, während seine Kinder in Sassuolo zurückblieben, wo ihnen Karl Emanuel ein unbehelligtes Leben garantiert hatte. Charlotte-Aglaés Mann entschied sich schließlich zur Unterstützung des bourbonischen Königs von Spanien, und seiner Frau wurde daraufhin erlaubt, ein weiteres Mal nach Paris zu kommen; trotz erneutem Widerstand ihres Bruders. Durch die Intervention ihres Ex-Geliebten Richelieu hatte die Herzogin mittlerweile aber mit Marie-Anne de Mailly-Nesle, der Herzogin von Châteauroux und maîtresse en titre Ludwigs XV., eine einflussreiche Fürsprecherin am französischen Königshof, die Charlotte eine sichere Position in Versailles bescherte. Es gelang ihr sogar, zwei ihrer Töchter sehr vorteilhaft in den französischen Hochadel zu verheiraten: Ihre Älteste ehelichte 1744 Louis Jean Marie de Bourbon, den Herzog von Penthièvre, einen Enkel des Sonnenkönigs, und Maria Fortunata wurde durch die Ehe mit ihrem Cousin Louis François II. de Bourbon 1776 Fürstin von Conti. Welch Ansehen die Herzogin mittlerweile wieder am Königshof genoss, zeigt der Umstand, dass sie 1753 eine der unterzeichnenden Zeugen in der Heiratsvereinbarung für Louis Joseph de Bourbon, Fürst von Condé, und Charlotte de Rohan war.
Nach Ende des Österreichischen Erbfolgekriegs forderte Francesco seine Frau mehrfach auf, zu ihm nach Modena zurückzukehren, doch Charlotte-Aglaé führte immer wieder angebliche Hindernisse gegen eine Rückkehr ins Feld, weil sie das glamouröse und komfortable Leben in Versailles nicht mehr aufgeben wollte. Als sie schließlich 1759 nach Modena zurückging, hatte sich ihr Mann, der schon nicht mehr daran geglaubt hatte, sie jemals wiederzusehen, mit der verwitweten Marchesa Simonetti, Teresa di Castelbarco, als Mätresse getröstet. Die Herzogin blieb deshalb nur zwei Monate in Modena und kehrte anschließend nach Frankreich zurück. Dort verbrachte sie ihre letzten Jahre, ehe sie – krank und an Depressionen leidend – am 19. Januar 1761 starb. Sie wurde in Paris begraben, ihr Herz aber, so wie sie es zuvor festgelegt hatte, nach Reggio gebracht und in der dortigen Kirche der Salesianerinnen beigesetzt.